# 原臺南廳長官邸

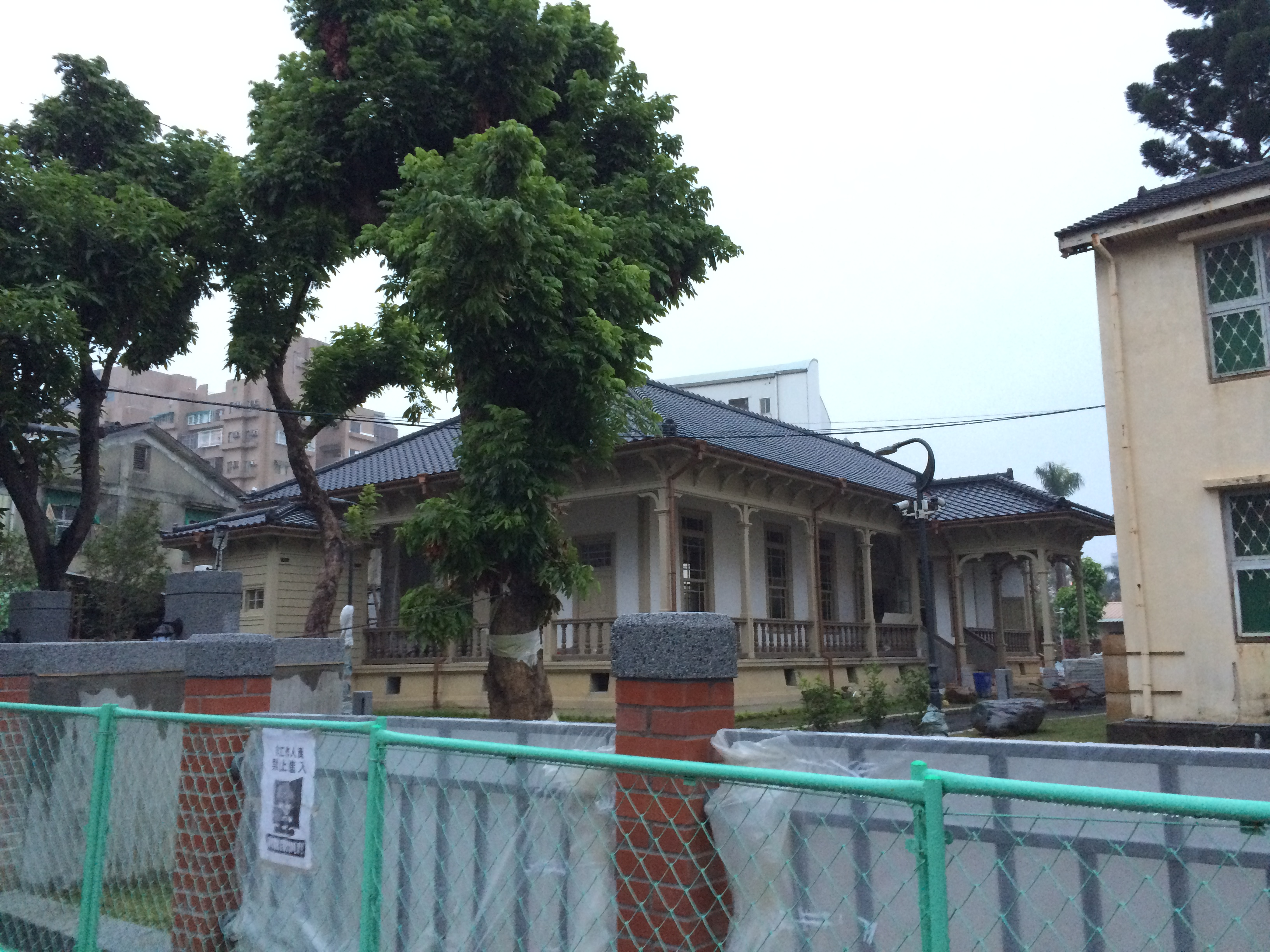
接近整修完成的官邸

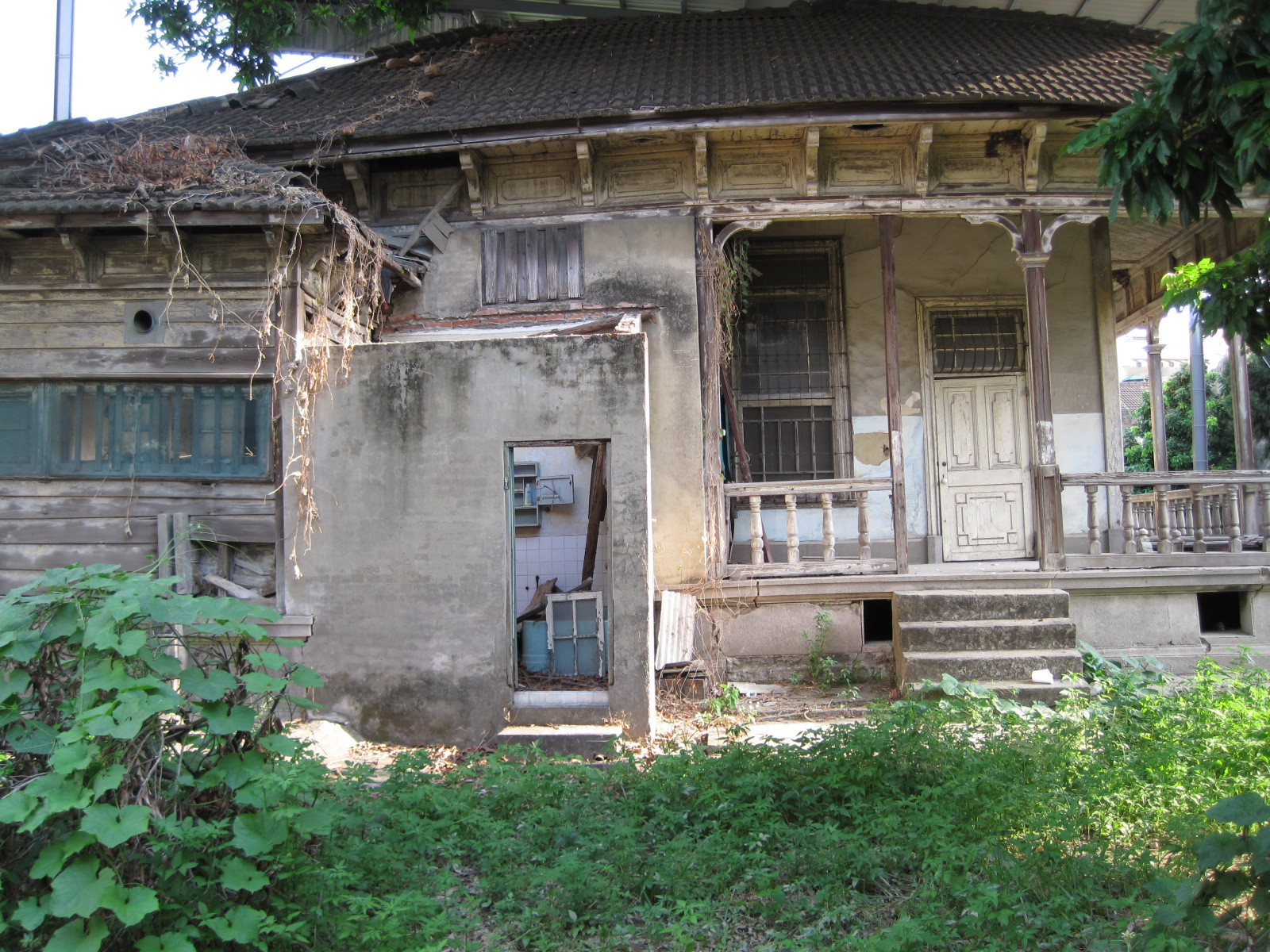
修復前的官邸洋館北面

原臺南廳長官邸位於臺南市東區，為市定古蹟，曾作為臺南廳長及內務部長的宿舍。後來荒廢多時，現已修復完成。107年5月份起每周五、六、日 9：00-17：00 開放。與後方的原南一中教師宿舍規劃為一園區，提供藝文、展演空間。

## 沿革
此建築最初是作為「內務部長官舍」，明治三十四年（1901年）臺南縣改制為臺南廳後，改作為臺南地區最高行政長官臺南廳廳長的宿舍，稱為「臺南廳長官舍」。明治三十四年（1901年）至大正十九年（1920年）間，曾有六任廳長居住於此。後因地方行政制度廢除廳改為州制，此建築又改為內務部長官舍。
二次大戰後，該建築一度成為中華民國政府高官官邸，並派駐有便衣警衛人員。官邸建築物後由國立臺南第一高級中學接收管理使用，土地則編屬於臺南市政府所有。而在國立臺南第一高級中學接收使用後，官邸西側原有主入口之前庭土地遭分割並新增一棟二層樓的前臺南一中校長之校長宿舍（現已拆至一層樓並美化）。東側原有鄰近土地現以分割，建有一棟二層之臺南一中宿舍，至此，原臺南廳長官邸的腹地逐漸縮小。而官邸本體部分，則一直提供做為該校教職員工宿舍所使用，一直到二十年前，最後一位住在此建築物的教員移居美國後，便一直閒置至今。南棟和式建築物，曾經歷兩次大火，其中最近發生的一次是在民國87年（西元1998年），原有和館的部分完全燒毀，僅餘地磚及部分遺構。
此建物於民國九十年（2001年）7月16日公告為市定古蹟。在建築修復前，建築幾乎接近坍塌。修復始於2010年，古蹟之緊急保護棚架（型鋼柱、基礎、鋼板、拉桿）及門廊緊急支撐工程，並於2014年修復動工，於2016年修復完工。

## 建築特色
該建築為當時流行的「和洋二館」建築，即同一棟裡有和式與西洋風格的部分。該建築北側洋館應為辦公、接待空間，而南側和館則為居住空間，但和館已因火災燒毀，只留部分殘蹟。洋館其屋頂為日式水泥瓦，牆壁為編竹夾泥牆，擡高的基座上則有通氣孔；而在建築的外側則有迴廊。
原本在西側入口還保留著門廊，但在2008年時管理單位臺南一中以清理環境、預防登革熱為由於清理該建築時拆除。2015年修復時，依原貌重建。

### 引用
1. ↑  中華日報——原廳長官邸門廊遭毀 南一中未報備